# Sing a Song of Six Pants
Sing a Song of Six Pants (br.: Dívidas impagáveis) é um filme estadunidense curta metragem de 1947, dirigido por Jules White. É o 102º filme de um total de 190 da série com os Três Patetas produzida pela Columbia Pictures entre 1934 e 1959.

## Enredo
Os Três Patetas são donos de uma alfaiataria ameaçada de falência por dívidas com a "Skin and Flint Finance Corporation". Eles ouvem no rádio sobre uma recompensa pela captura do ladrão de bancos fugitivo Terry "Slippery Fingers" Hargan (Harold Brauer, chamado de "Mãos Leves" na dublagem brasileira) e acham que se prendessem o bandido, poderiam saldar suas dívidas. Convenientemente, Hargan fugia de um policial e se esconde na alfaiataria disfarçado de manequim, quando então seu paletó é retirado por Larry para oferecer a um "cliente" (na verdade o policial interpretado por Vernon Dent e que perseguia Hargan). No bolso do paletó estava a combinação de um cofre que o bandido planejava roubar e os Patetas descobrem o papel e percebem isso. Tempos depois, a namorada de Hargan (Virginia Hunter) aparece para comprar o paletó e tentar reaver o papel, mas é enganada pelo trio atrapalhado. Os bandidos então retornam ao local disfarçados com longas barbas, mas são descobertos pelos Patetas. Depois de uma rápida luta e perseguição, os bandidos são nocauteados mas o policial frustra os Patetas ao dizer que a recompensa pela captura será dele. Os Patetas então encontram uma boa quantia em dinheiro nos bolsos de Hargan desacordado e a pegam, escondido do policial.

## Produção
- O título em inglês parodia a cantiga popular clássica inglesa "Sing a Song of Sixpence".
- O filme foi refeito em 1953 como Rip, Sew and Stitch, com uso de ampla filmagem original.
- O nome da alfaiataria em inglês é "Pip Boys" e parodia a empresa de serviços Pep Boys, fundada na Filadélfia em 1921. Os nomes dos Patetas na vitrine "Larry, Moe & Shemp" também se referem aos nomes tradicionais dos Pep Boys (Manny, Moe & Jack).[1]
- O diretor Jules White faz a voz do locutor de rádio.
- Sing a Song of Six Pants é um dos quatro curta metragens dos Três Patetas que estão em domínio público nos Estados Unidos por não renovação do copyright na década de 1960 (os outros três são Malice in the Palace, Brideless Groom e Disorder in the Court). Devido a isso, o filme faz parte frequentemente de coletâneas americanas para vídeo e DVDs.